# Edipeon
Edipeon è un film del 1970, diretto da Lorenzo Artale.

## Trama
Gianni, afflitto dal complesso di Edipo, fatica ad avere una normale vita sentimentale e sessuale. Poi finalmente si innamora e decide di sposarsi, anche se la prescelta lavora in una casa d'appuntamenti. Ma la mogliettina non tarda a riprendere la sua esistenza dissoluta; Gianni, sconvolto, compie una strage, e si suicida.

## Produzione
Il film è stato prodotto dalla Arse.

## Distribuzione
La pellicola in Italia è stata distribuita dalla Italcid, dove è stata censurata ai minori di 18 anni con il n° 56026 il 25 maggio 1970.